# Симонята
Симоня́та (рос. Симонята) — присілок у складі Шалинського міського округу Свердловської області.
Населення — 124 особи (2010, 110 2002).
Національний склад станом на 2002 рік: росіяни — 98 %.